# Karin Jeppsson (politiker)
Karin Gullan Maria Hult Jeppsson, tidigare Olsson, född 30 december 1944 i Sunne, är en svensk politiker (socialdemokrat), som var riksdagsledamot 1994–2002. Hon var invald i riksdagen från Blekinge läns valkrets.
I riksdagen var hon ledamot i lagutskottet 1994–2002. Hon var även suppleant i bostadsutskottet, socialutskottet, trafikutskottet och Nordiska rådets svenska delegation.
Karin Jeppsson är utbildad hushållslärare och har även varit landstingsråd. Hon är bosatt i Bräkne-Hoby, Ronneby kommun, Blekinge län.